# チェダブクトの戦い
チェダブクトの戦い（チェダブクトのたたかい、英 Battle of Chedabucto）は、チェダブクト（現在のノバスコシア州ガイスボロ）で、ウィリアム王戦争中の1690年6月3日に起きた戦闘である。
この戦闘は、サー・ウィリアム・フィップスによるニューイングランドの、アカディアへの軍事作戦の一環であった。ニューイングランド軍の規模は圧倒的で、首都のポートロワイヤル、そしてチェダブクトを制圧し、他の集落にも攻撃を仕掛けた。この戦闘の余波は、それ以前のアカディア侵攻の時のものとは異なっていた。激しい攻撃により、多くのアカディア人がニューイングランド人に敵意を持つようになり、信頼関係を損ね、イングランド系住民との友好関係が困難になってしまった。

## 戦闘に至るまで

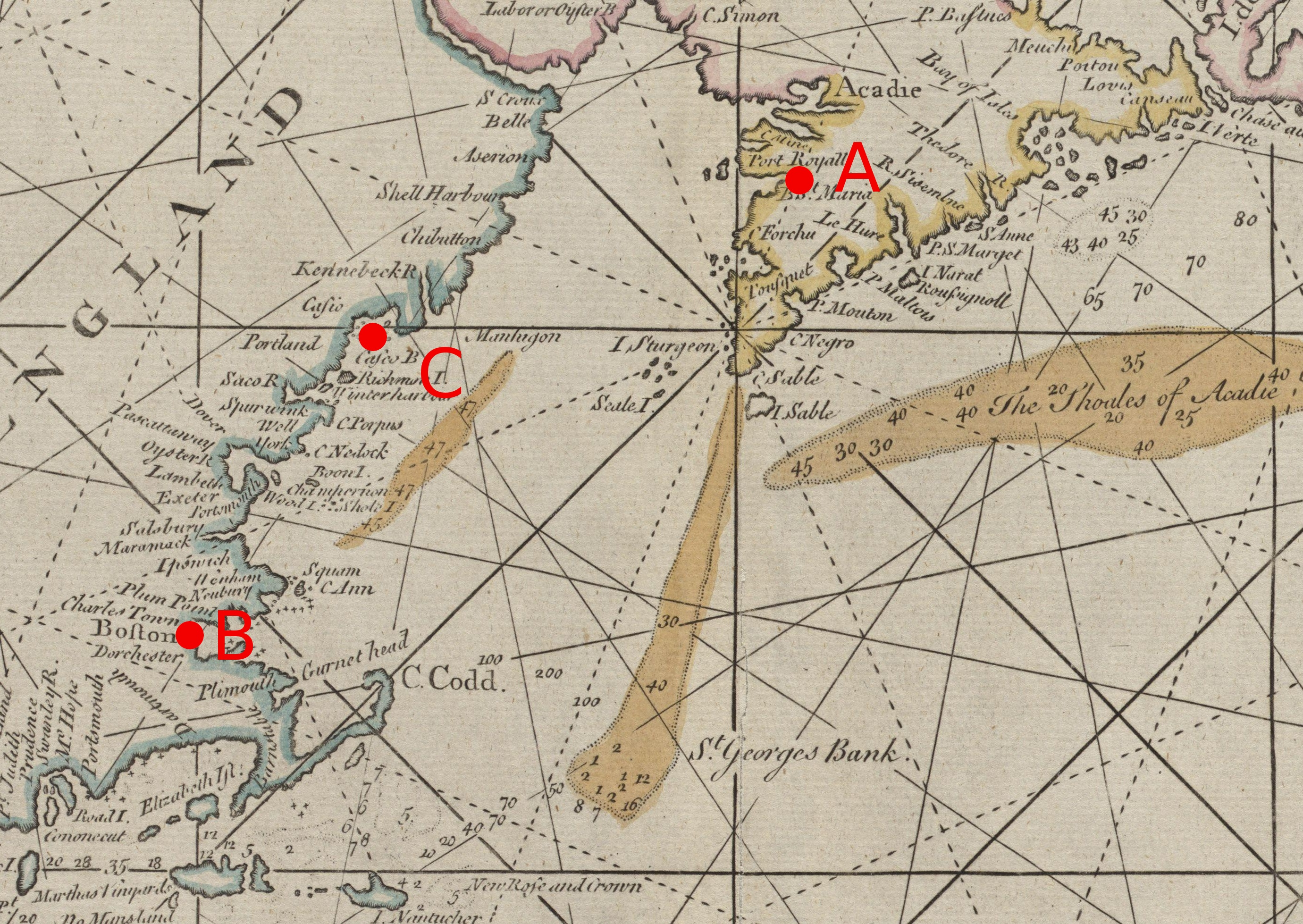
1713年当時の地図。Aがノバスコシア、Bがマサチューセッツ湾植民地ボストン、Cがカスコ湾である。

1682年、クレルボー・ベルジエは、他の商人たちを連れて、フランスのラ・ロシェルを発ち1682年、アカディア・カンパニー（コンパニ・ド・ラ・ペシュ・セダンテール）を創設し、漁業保護のためにサンルイ砦を造った。主な港はチェダブクト湾に集中しており、1686年には50人もの漁師がいた。サンルイ砦の指揮官はドーファン・ド・モントルグイユだった。
ニューイングランドのアカディア攻撃の裏には、様々な意図があった。ある者は、攻撃後のミクマク族やアカディア人との利益をめぐって、その土台を築いておこうとしており、またある者は、この戦いの前に行われたポートロワイヤルの戦いの際、イングランド軍が悪だくみをしたと主張するアカディア人を、こらしめるつもりだった。
ポートロワイヤルが攻略されたのち、部隊長のシプリアン・サウザックはケープ・サーブル（ポール・ラ・トゥール）に赴いた、そこは彼が、インディアンと同盟したフランス軍と戦った場所であった。また、サンルイ砦を征服した場であるチェダブクト、フランスの交易所を襲ったニューファンドランドにも足を運んだ。

## 戦闘
アカディアの首都を壊滅させた、ポートロワイヤルの戦いの一環として、フィップスはチェダブクトにサウザックと80人の兵を派遣した、サンルイ砦の取り壊しと、フランスの漁場を包囲するためであった。サンルイ砦の兵たちは、前回のポートロワイヤルの戦いとは違って、かなりの抵抗を見せ、なかなか降伏しなかった。兵たちは6時間もの間砦を守りぬいたが、ついには何発もの砲弾をくらって砦は焼け落ちた。サウザックはまた、総額5万クラウン（1万シリング）にもなる魚を処分した。名誉ある降伏をした駐屯兵は、ニューファンドランドのプラセンティア（プレザンス）に送られた。

## その後のアカディア

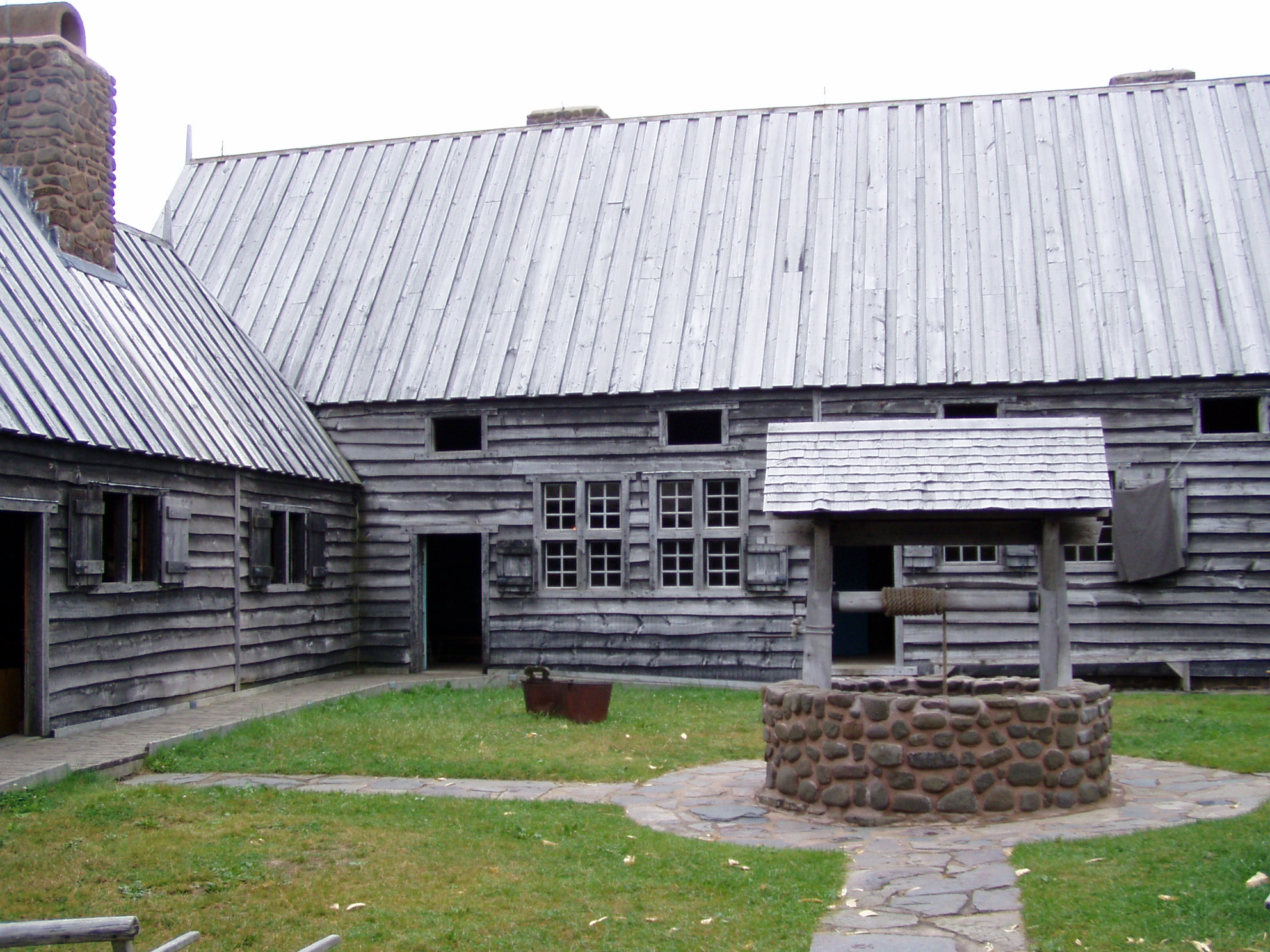
ポートロワイヤルの史跡

降伏により、総督と兵士たちは船でケベックに追われた。降伏前に約束されていた
- 住民は、平穏に暮らし、財産を奪われることもなく、女性は性的ないたずらをされるべきではない
- 住民は、宗教に関しても妨害されてはならず、教会も、乱暴狼藉を受けるべきではない

これらの約束事にもかかわらず、ニューイングランド軍は、降伏の後、12日間に及ぶ略奪行為を行った。彼らは砦から大砲を外して、他の砦らしきものにかまわず狙いを付けた（このため矢来が真っ二つになった）。この略奪がすべて終わった後、フィップスは農民に、国王ウィリアム3世と女王メアリー2世に忠誠を誓わせようとしたが、農民たちは難色を示した。そこでフィップスは、教会や、行政や軍事の権力者を、ボストンに連れ帰ることで、彼らの権限を取り除いてしまおうとした。権力者とは、2人の聖職者プチとトルーヴェ、総督のメネヴァル、そして58人の兵である。ポートロワイヤルを発つ前に、フィップスは、臨時政府を作って、アカディアの指導者による議会を作ろうともした。
翌年、アカディアの新総督であるエドワード・ティングは、ポートロワイヤルに向かっていたところを、フランスのフリゲート「ソレイユ・ダフリカ」に拿捕された。この船には、フランス人の新総督であるロビノー・ド・ヴィユボンが乗っていた。ティングと共にいたジョン・アルデンは、捕虜交換の知らせを持ってボストンに送り返され、ヴィユボンは、前年に捕囚されていた60人ばかりの兵を解放した。
カンパニー・オブ・アカディアは、様々な難題を抱え、1702年に解散した。また、サンルイ砦は1718年のカンゾ襲撃（スクウィラル・アフェア）で崩壊した。